# 下稲葉 (壬生町)
下稲葉（しもいなば）は栃木県下都賀郡壬生町の地名。郵便番号は321-0237（壬生郵便局管区）。

## 地理
壬生町の西部、旧・稲葉村の南部に位置し、西部を南北に流れる思川を境に栃木市と接しており、中部を東西に北関東自動車道が通過する。東で壬生甲、南で壬生乙、西で栃木市都賀町家中、北で上稲葉と隣接する。
下稲葉は壬生町における行政管理上は釜ヶ渕（南部）・原坪（中部）・鹿島（北部）の3地区に分けられており、それぞれの地区に公民館が設置されている。
江戸期には上稲葉とともに稲葉ゴボウの産地として知られていたが、現在では壬生町の他の地域と同じく主に米やイチゴなどが作られている。

### 河川
- 思川
- 黒川

## 歴史
戦国時代には犬飼郡の地名として名が見られた。江戸時代は壬生藩領下稲葉村。もとは稲葉村であり、分村により上稲葉村・下稲葉村が成立した。日光街道壬生通り壬生宿の差村となっていた。年貢米の運び出しには壬生河岸が使われた。
地内には大日孁貴神（天照大神）を祀る小倉大神宮（釜ヶ渕）、磐裂神・根裂神を祀る磐裂神社（原坪）、武甕槌神などを祀る鹿嶋神社（鹿島）がある。

### 沿革
- 1889年（明治22年）4月1日 - 町村制施行により、栃木県下都賀郡下稲葉村が上稲葉村、羽生田村、福和田村、七ツ石村と合併し稲葉村が成立、稲葉村大字下稲葉となる。
- 1954年（昭和29年）11月3日 - 稲葉村が壬生町（初代）と合併し壬生町（2代）が成立、稲葉村大字下稲葉は壬生町大字下稲葉となる。

### 地名の由来
「稲葉」の由来は田より刈り取った稲を集める場であったことより。下稲葉の対となる上稲葉も共通の由来である。

## 世帯数と人口
2017年（平成29年）7月31日現在の世帯数と人口は以下の通りである。
| 大字   | 世帯数  | 人口  |
| ------ | ------- | ----- |
| 下稲葉 | 249世帯 | 788人 |

## 交通

### 道路
- 国道352号（壬生通り）：下稲葉の東部を南北に通過する。北は鹿沼市・日光市方面、南は壬生市街・下野市方面へ連絡する。
- 栃木県道221号国谷家中停車場線：下稲葉の中央部を東西方向に通過する。西は栃木市都賀町家中方面、東は道の駅みぶ・国谷駅方面へ連絡する。

## 小・中学校の学区
町立小・中学校に通う場合、学区は以下の通りとなる。
| 地区 | 小学校             | 中学校             |
| ---- | ------------------ | ------------------ |
| 全域 | 壬生町立稲葉小学校 | 壬生町立壬生中学校 |

## 施設
- 壬生町環境センター
- 釜ヶ渕公民館
- 原坪公民館
- 鹿島公民館

## 寺社
- 小倉大神宮
- 磐裂神社
- 鹿嶋神社（鹿嶋大神）